# 一様連続

一様連続性の定義のアニメーション。ε-δ論法における δ が点 a に依存せず（＝「一様に」）定められなければならないという点で通常の連続性よりも強い定義である。

一様連続（いちようれんぞく、英: uniformly continuous）とは、数学における関数の連続性を強めたもので、イプシロン-デルタ論法によって定式化される。直観的には「グラフを横に少しずらしても縦のずれが一様に小さいこと」とも言える。
大雑把に言って、関数の一様連続性とは、引数 x の変化が小さいと関数値 f(x) の変化も一様に小さいことを指す。このとき、f(x) の変化の度合いは x の変化の度合いにのみ依存し、x の値にはよらない。つまり、f の定義域で x1 と x2 が十分に近ければ（x の値によらず）、f(x1) と f(x2) は近くなることである。
一様連続ならば連続であるが、逆は一般には成り立たない。しかし定義域が有界閉区間であれば、その区間上連続な関数は一様連続であることが知られている（ハイネ・カントールの定理）。
一様連続性の定義はユークリッド空間や、それを一般化した概念である距離空間において定義される。さらに一般に一様空間上でも定義可能である。

## 定義
以下では距離空間における定義を述べるが、ユークリッド空間における定義は、以下の X, Y をそれぞれ Rm, Rn とし、距離関数 dX, dY をそれぞれ Rm, Rn 上のユークリッド距離で与えればよい。
定義
{\displaystyle (X,d_{X}),\,(Y,d_{Y})} を距離空間とするとき、関数 {\displaystyle f\colon X\to Y} が一様連続であるとは、次を満たすことである：
{\displaystyle {}^{\forall }\varepsilon >0,{}^{\exists }\delta >0\;;\;({}^{\forall }p,q\in X\;;\;d_{X}(p,q)<\delta ),d_{Y}(f(p),f(q))<\varepsilon }
性質

実数上で定義された2次関数 f: x ↦ x2 は一様連続ではない。実際、関数の値の変化は、どれほど変数の値の変化が小さくとも、変数が原点から遠ざかればいくらでも大きくなる。

- 関数が連続であるからといって一様連続とは限らない。例えば、二乗する演算 {\displaystyle x\in \mathbb {R} \mapsto x^{2}\in \mathbb {R} } や逆数を取る演算 {\displaystyle x\in (0,\infty )\mapsto {\tfrac {1}{x}}\in \mathbb {R} } は定義域で連続であるが、一様連続ではない。
- f : X → Y, g : Y → Z が共に一様連続ならば、その合成写像 g ∘ f : X → Z も一様連続である。

### 一様空間
位相空間の間の連続写像が位相的性質を保つように、一様空間の間の一様的性質を保つ写像は一様連続写像と呼ばれる。一様連続性は厳密には次のように定義される：
定義
f を一様空間X から一様空間Y への写像とする時、f が一様連続 であるとは以下の性質を満たすことをいう：Y の任意の近縁 V に対しX の適切な近縁U を取れば全ての x, y ∈X に対し、
{\displaystyle (x,y)\in U\Rightarrow (f(x),f(y))\in V}。
特に f が全単射で f, f−1 がいずれも一様連続であるとき、f は一様同型 であるという。
任意の一様連続写像は、一様性から誘導される位相に関して、必ず連続である。
一様空間と一様連続写像の全体は1つの圏を成す。一様空間の間の同型射は一様同型と呼ばれる。

## コンパクト空間における一様連続性
定理 ― f: X → Y をコンパクトな一様空間 X から一様空間 Y への写像とする。このときf が連続なら一様連続である。
定理で X も Y も距離空間である場合の証明はコンパクト空間の項目に記載されている。
一般の場合の証明は以下のとおりである。（証明中で使われている用語や記号の説明は一様空間の項目を参照。）なお基本的なアイデアは距離空間の場合の証明と同一である。
近縁V∈Y × Y を任意に固定する。
すると一様空間の性質より、以下の性質を満たす近縁{\displaystyle {\tilde {V}}}が存在する：
任意のy1, y2, y3 ∈ Y に対し、{\displaystyle (y_{1},y_{2}),(y_{2},y_{3})\in {\tilde {V}}\Rightarrow (y_{1},y_{3})\in V} ...(1)
一様空間Y 上の位相の定義より、{\displaystyle {\tilde {V}}[f(x)]\cap {\tilde {V}}^{-1}[f(x)]}はY の開集合なので、f の連続性により、任意のx ∈ Xに対しx のある近傍Wが存在し、{\displaystyle f(W)\subset {\tilde {V}}[f(x)]\cap {\tilde {V}}^{-1}[f(x)]}が成立する。
一様空間X 上の位相の定義より、(x に依存した)X のある近縁{\displaystyle U_{x}}が存在し、{\displaystyle U_{x}[x]\subset W} が成立する。したがって
{\displaystyle f(U_{x}[x])\subset f({\tilde {V}}[f(y)]\cap {\tilde {V}}^{-1}[f(x)])} ...(2)
が成立する。
再び一様空間の性質より、各x ∈X に対し以下の性質を満たす近縁{\displaystyle {\tilde {U}}_{x}}が存在する：
任意のw 1、w 2、w 3∈X に対し、{\displaystyle (w_{1},w_{2}),(w_{2},w_{3})\in {\tilde {V}}\Rightarrow (w_{1},w_{3})\in V} ...(3)
{\displaystyle \{{\tilde {U}}_{x}[x]\}_{x\in X}}は明らかにX を被覆するので、X のコンパクト性より、
有限部分族{\displaystyle \{{\tilde {U}}_{x_{i}}[x_{i}]\}_{i=1,\ldots ,n}}でX を被覆するものがある...(4)
一様空間の定義より有限個の近縁のUNIONは近縁なので、
{\displaystyle W{\underset {\mathrm {def} }{=}}\bigcap _{i=1,\ldots ,n}{\tilde {U}}_{x_{i}}}
はX の近縁である。この近縁W が性質
{\displaystyle f(W)\subset V} ...(*)
を満たしていれば、V の任意性によりf の一様連続性が言える。
そこで最後に(*)を示す。
任意に{\displaystyle (z,w)\in W} を選び固定する。(4)より、{\displaystyle w\in {\tilde {U}}_{x_{j}}[x_{j}]}を満たすj が存在する。すなわち{\displaystyle (w,x_{j})\in {\tilde {U}}_{x_{j}}}。
W の定義より{\displaystyle (z,w)\in {\tilde {U}}_{x_{j}}}を満たすので(3)より{\displaystyle (z,x_{j})\in U_{x_{j}}}、すなわち{\displaystyle z\in U_{x_{j}}[x_{j}]}が成立する。
以上で{\displaystyle z\in U_{x_{j}}[x_{j}]}、{\displaystyle w\in {\tilde {U}}_{x_{j}}[x_{j}]\subset U_{x_{j}}[x_{j}]}
が示されたので、(2)より{\displaystyle f(z),f(w)\in {\tilde {V}}[f(x_{j})]\cap {\tilde {V}}^{-1}[f(x_{j})]}。したがって(1)より{\displaystyle (f(z),f(w))\in V}。すなわち(*)が示され、その結果としてf の一様連続性が示された。□